# アントニーン・キンスキー (2003年生のサッカー選手)
アントニーン・キンスキー（Antonín Kinský, 2003年3月13日 - ）は、チェコのプラハ出身のプロサッカー選手。プレミアリーグのトッテナム・ホットスパーFC所属。ポジションはゴールキーパー。

## 経歴

### ユース
2009年にFCテンポ・プラハのユースアカデミーでサッカーを始め、2017年にボヘミアンズ1905のユースアカデミーへ加入した。
2018年より、FKデュクラ・プラハのユースアカデミーに加入した。

### デュクラ・プラハ
2020年7月14日にデュクラ・プラハのトップチームで初出場し、プロデビューした。

### スラヴィア・プラハ
2021年7月にSKスラヴィア・プラハへ完全移籍し、4年契約を結んだ。
2022年にMFKヴィスコフ、2023年にFKパルドゥビツェへ期限付き移籍した。
パルドゥビツェに在籍していた2023年7月20日に、チェコ1部リーグの公式戦に初出場した。しかし、続く試合でレッドカードを提示され4試合の出場停止処分を受け、怪我も重なり長期離脱した。12月のACスパルタ・プラハ戦で復帰し、同月のFCスロヴァン・リベレツ戦で1部リーグ移籍後初のクリーンシートを記録した。
2023-24シーズン終了後の時点ではスラヴィアと契約延長しないことを決めていたが、正ゴールキーパーのジンドリック・スタネックの負傷により、スラヴィアから新たな正ゴールキーパーとしてのオファーを受けたことで考えを変え、契約延長に合意した。

### トッテナム・ホットスパー
2025年1月5日にプレミアリーグのトッテナム・ホットスパーFCへ完全移籍し、6年半の契約を結んだ。移籍金は約1,250万ポンド。8日にEFLカップ準決勝のリヴァプールFC戦で移籍後初出場し、クリーンシートを記録して勝利に貢献した。

## 代表歴
2023年のUEFA U-21欧州選手権にチェコ代表で出場予定だったが、怪我のため辞退した。
2024年10月、UEFAネーションズリーグのアルバニア、ウクライナ戦にてチェコ代表に初選出されたが、出場はなかった。

## 人物
同名の父アントニーン・キンスキーも元サッカー選手で、チェコ代表で活躍した。